# Ernest B. Schoedsack

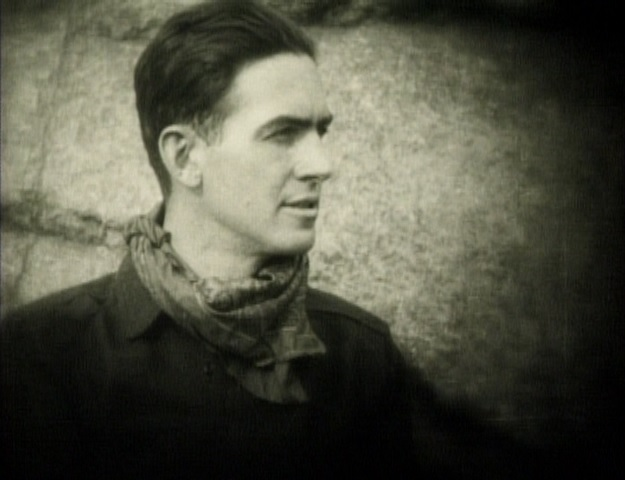
Ernest B. Schoedsack (1925)

Ernest Beaumont Schoedsack (* 8. Juni 1893 in Council Bluffs, Iowa; † 23. Dezember 1979 im Los Angeles County) war ein US-amerikanischer Kameramann, Regisseur und Filmproduzent. Er wurde insbesondere durch seine Co-Regie des Films King Kong und die weiße Frau (1933) bekannt.

## Leben
Ernest B. Schoedsacks Filmkarriere begann 1914 als Kameramann für Mack Sennetts Produktionsfirma Keystone, die auf Komödien spezialisiert war. Beim U.S. Signal Corps verbrachte der leidenschaftliche Flieger im Ersten Weltkrieg seine Zeit als Hauptmann. Dort drehte er Filme für die Wochenschau und das Rote Kreuz. Nachdem der Krieg vorbei war, begab er sich nach London und arbeitete dort als Kameramann. Von 1921 bis 1922 berichtete er dort über den Griechisch-Türkischen Krieg. Danach folgte die Zusammenarbeit mit Merian C. Cooper, den er im Ersten Weltkrieg in Wien kennengelernt hatte. Mit der »Wisdom II« unternahmen sie danach zusammen eine Expedition nach Somalia und in den Jemen. Als das Schiff jedoch bald darauf in einem italienischen Hafen versank, verloren sie ihr gesamtes Filmmaterial. Danach verlegten sie sich erfolgreich auf die Fertigung von halbdokumentarischen Abenteuerfilmen: Gras, Chang und The Four Feathers. In seinem nächsten Film Rango ging es um die Freundschaft von zwei Jägern und einem Orang-Utan auf Sumatra. Den großen Durchbruch erreichte das Gespann Cooper und Schoedsack mit King Kong und die weiße Frau. Schoedsacks Ehefrau Ruth Rose schrieb das Drehbuch zu dem Film. In den Kulissen des Dschungels hatte Schoedsack zuvor den Film Graf Zaroff – Genie des Bösen gedreht. Nachdem er den Horrorfilm Dr. Zyklop und ein paar andere Filme produziert hatte, die jedoch nicht mehr so erfolgreich waren, schloss er sich erneut mit Cooper zusammen. Sie drehten Panik um King Kong, das inoffizielle Remake von King Kong, und Das ist Cinerama. Das ist Cinerama diente zur Präsentation des neuen Breitwandverfahrens. Nach diesen Filmen zog Schoedsack sich aus dem Filmleben zurück.

## Filme
Legende: B – Buch, D – Darsteller, K – Kamera, P – Produzent, R – Regie, S – Schnitt
- 1917: Her Fame and Shame (K – als Felix Schoedsack)
- 1917: A Dark Room Secret (K)
- 1921: Beach of Dreams (K – als Felix Schoedsack)
- 1923: The Lost Empire (K)
- 1924: Gier (Greed, K)
- 1925: Gras (Grass – A Nation’s Battle for Life, D, K, P, R)
- 1927: Chang (Chang – A Drama of the Wilderness, B, K, P, R)
- 1929: Captain Salisbury’s Ra-Mu (K)
- 1929: Vier Federn (The Four Feathers, K, R, S)
- 1931: Rango (P, R, S)
- 1932: Graf Zaroff – Genie des Bösen (The Most Dangerous Game, R)
- 1933: King Kong und die weiße Frau (King Kong,  D, K, P, R)
- 1933: The Monkey’s Paw (R)
- 1933: Blind Adventure (R)
- 1933: King Kongs Sohn (Son of Kong, K, P, R)
- 1934: Long Lost Father (R)
- 1935: Der Untergang von Pompeji (The Last Days of Pompeji, R)
- 1935: Bengali (The Lives of a Bengal Lancer, K)
- 1937: Trouble in Morocco (R)
- 1937: Outlaws of the Orient (R)
- 1939: Dr. Zyklop (Dr. Cyclops, R)
- 1942: Eagle Squadron (K)
- 1949: Panik um King Kong (Mighty Joe Young, R)
- 1952: Das ist Cinerama (This Is Cinerama, R)